# One Court Square

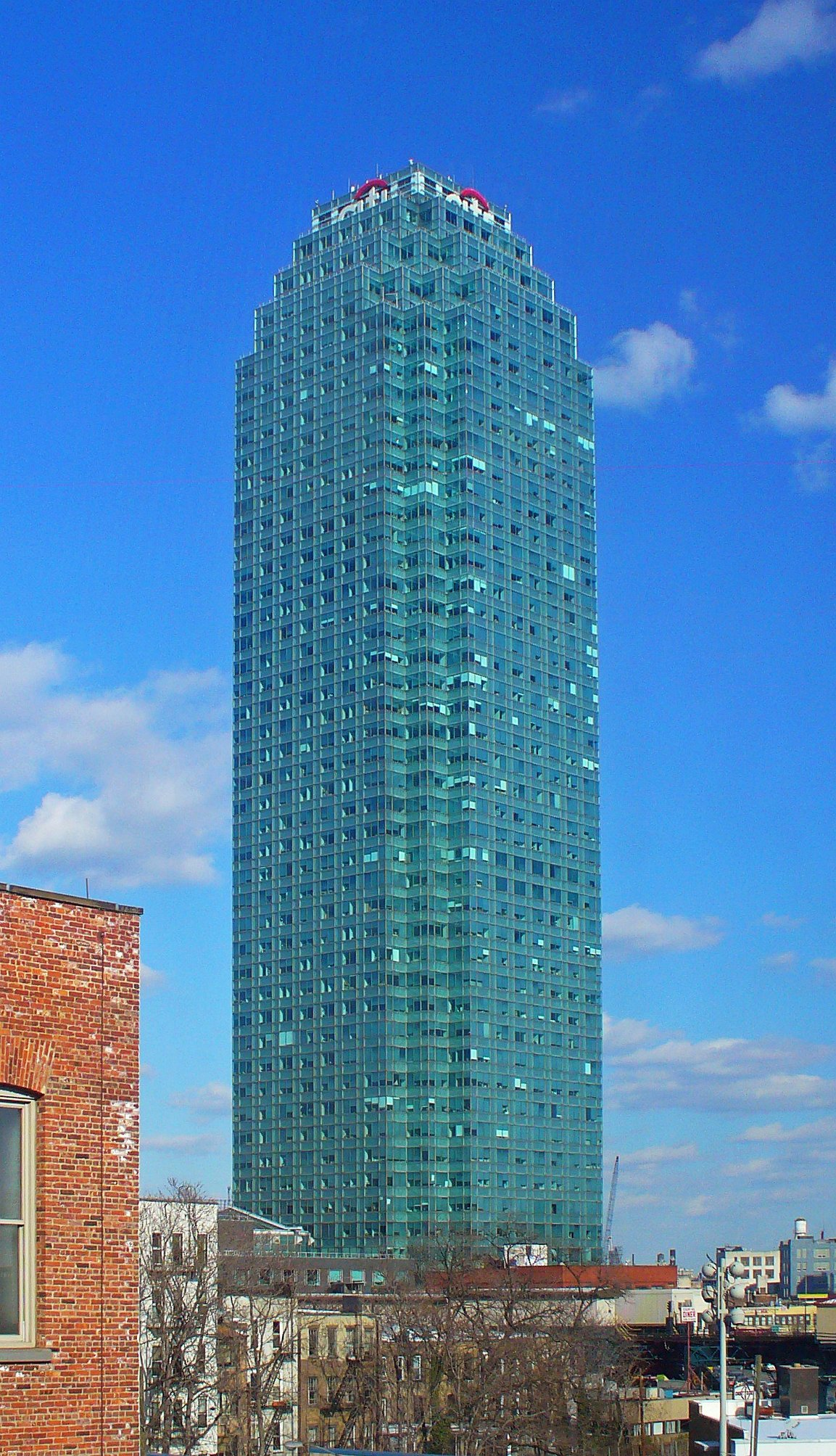
1 Court Square

One Court Square, também conhecido como Citigroup Building, é um prédio (de 209.1 metros de altura) localizado em Long Island City, em Queens, Nova York. Foi terminado em 1990 e é o maior prédio da cidade de Nova York fora de Manhattan. Anteriormente, transmitia a WNYZ-LP.
Não deve ser confundido com o Citigroup Center, em Manhattan.